# Німченко Ігор Олегович
Ігор Олегович Німченко (15 квітня 1998) — український плавець, майстер спорту України міжнародного класу, призер літніх Паралімпійських ігор 2024 у Парижі.
Представляє Донецьку область.
Срібний та бронзовий призер чемпіонату світу 2023 року. Чемпіон та дворазовий срібний призер чемпіонату Європи 2024 року.

## Державні нагороди
- орден «За заслуги» III ст. (18 вересня 2024) — за досягнення високих спортивних результатів на XVII літніх Паралімпійських іграх у місті Парижі (Французька Республіка), виявлені самовідданість та волю до перемоги, утвердження міжнародного авторитету України[1]